# Lexa
Lexa – miasto w Stanach Zjednoczonych, w stanie Arkansas, w hrabstwie Phillips.